# Spy Kids
Spy Kids (titulada Mini espías en Hispanoamérica) es la primera película de la serie de películas Spy Kids. Dirigida y escrita por Robert Rodriguez, con Alexa Vega y Daryl Sabara como protagonistas, lanzada en 2001.
Rodríguez también asumió el rol de producción junto con Elizabeth Avellán y Guillermo Navarro, quienes editaron esta película. Su estreno en cines estadounidenses tuvo lugar el 30 de junio de 2001 y en DVD el 28 de septiembre de ese mismo año, con recepción positiva. En 2024 fue seleccionada para su conservación en los EE. UU. por el National Film Registry de la Biblioteca del Congreso de Estados Unidos, al ser considerada «cultural, histórica o estéticamente significativa».

## Argumento
Carmen (Alexa Vega) y Juni Cortez (Daryl Sabara) viven con quienes, ellos creen, son unos aburridos padres, Ingrid (Carla Gugino) y Gregorio (Antonio Banderas). 
Una noche, Carmen le pide a Ingrid que le vuelva a relatar su historia favorita antes de dormir. Ingrid narra la historia de dos espías, los cuales eran enemigos y tenían como misión matarse el uno al otro, pero al final resultan enamorándose y casándose en seguida. Lo que Carmen y Juni no saben es que esa es la verdadera historia de Gregorio e Ingrid. Recién casados, toman la decisión de retirarse de la OSS, organización espía a la que pertenecían, para ocuparse de su familia.
Diez años después, la familia se enfrenta a algunos problemas. A Carmen le divierte atormentar a su hermano menor, que no tiene muchos amigos. De hecho, el único entretenimiento que Juni tiene en su vida es ver su programa favorito: «Los Fooglies de Floop», un programa para niños dirigido por un hombre llamado Fegan Floop (Alan Cumming) y su amigo el Dr. Alexander Minion (Tony Shalhoub), quienes creaban extraños humanoides.
Ingrid anhela volver a ser espía, mientras Gregorio solo quiere que todos sean felices. De repente, Gregorio es llamado para una misión de la OSS,  debido a las recientes desapariciones de agentes de la organización, la última siendo la de Donnagon Giggles (Mike Judge). La mañana siguiente, mientras Juni ve el programa de Floop, el extraño anfitrión presenta un nuevo Fooglie— «Donnamight». Gregorio e Ingrid se extrañan de cómo el curioso personaje les recuerda a Donnagon.
La cámara revela que Fegan Floopy su asistente trabajan para un villano llamado Sr. Lisp (Robert Patrick), quien les paga una gran cantidad de dinero para desarrollar un ciber ejército y así tomar el mundo. Lisp está insatisfecho con el trabajo de Floop y sus Fooglies, por lo que está dispuesto a cortar todos los fondos para el proyecto. Floop y Minion rápidamente presentan su más reciente idea— los mini espías; niños-robots de poco tamaño que, en teoría, tendrían la habilidad atlética y la inteligencia de los mejores espías del mundo. Los robots son una buena idea, aunque los resultados finales dejan mucho que desear, por lo que Floop tiene un plan.
Volviendo al hogar de los Cortez, Gregorio e Ingrid reciben un mensaje, los espías perdidos al fin han sido localizados. Deciden tomar la misión y llamar a un viejo amigo, el tío Félix Gumm (Cheech Marin), para cuidar a los niños. Luego nos enteramos de que este mensaje resulta ser falso, e Ingrid y Gregorio son capturados en el Bran Castle. 
Mientras tanto, en la casa de la familia se produce un ataque de unos maliciosos pulgares, que fuerza a Félix a revelar el secreto de sus padres a Carmen y Juni (como también el hecho de que él no es su verdadero tío). Como último recurso para proteger a los niños, Félix abre un pasaje secreto que los llevará hacia el cuartel espía de Gregorio e Ingrid. Félix, aunque hace todo lo posible por salvar la casa, es capturado.
En el castillo de Floop, Ingrid y Gregorio escapan de las celdas, mientras observan a los Flooglies que hablan desesperados. Floop los encuentra en su comedor, donde utiliza un televisor para dar un ejemplo del funcionamiento de la tecnología Fooglie en Félix. Moldea un pedazo de arcilla parecido a Félix en la cabeza de un repugnante Fooglie, lo pone en la cabeza de la criatura y presiona un botón, para transformar a Félix en «el nuevo personaje de la Navidad». Gregorio exige saber el motivo por el cual han sido capturados y Floop revela que él está en busca del Tercer Cerebro.
Nos enteramos entonces que hace mucho tiempo, él, Minion y Gregorio trabajaron en un «cerebro artificial», proyecto de la OSS. Su misión era crear algo similar a los cerebros reales usando la tecnología. La OSS canceló el proyecto y la mayoría de ellos fueron destruidos, pero Gregorio decidió mantener el cerebro en el cual estaba trabajando. Los planes de Floop se revelan, siendo su intención implantar este cerebro a sus mini espías para dotarlos de inteligencia.
En la casa de seguridad, los niños experimentan con los gadgets y leen un libro titulado Cómo ser un espía de un autor desconocido.  Aparece, entonces, una señora en la puerta, la señora Gradenko (Teri Hatcher). Gradenko afirma que el lenguaje de los Fooglies es solo un desesperado grito de socorro en reversa («Floop es un hombre loco, sálvennos»), por lo que los niños le toman confianza y Carmen le da el mensaje de Félix. A su vez. la Sra. Gradenko le da un brazalete para ser una buena espía, el cual más tarde se revela como un dispositivo rastreador. Ella y sus hombres llenan de pulgares el lugar, con órdenes de registrar todo hasta encontrar el Tercer Cerebro. 
Es allí cuando Carmen y Juni se dan cuenta de que realmente no son aliados, sino hombres que trabajan para Floop y utilizan los gadgets en la casa de seguridad, deteniéndolos el tiempo suficiente para recuperar el cerebro y escapar, pero no antes de enviar un jetpack contra el cabello de la señora Gradenko, ahorrando tiempo mientras sus guardaespaldas utilizan una manguera para salvarla.
Logran robar el Tercer Cerebro y viajan a San Diablo. Allí se encuentran con versiones robot de sí mismos que buscan eliminarlos. Juni destruye el robot de Carmen y en la etiqueta descubren que cientos de ellos están siendo fabricados. Los niños necesitan ayuda y, creen encontrar una pista en una vieja foto de la boda de sus padres, que muestra a Gregorio abrazado a otro hombre. Se trata de Isador "Machete" Cortez (Danny Trejo), el cual resulta ser el verdadero tío de los niños. Él hace los gadgets de espía y la mayoría de las herramientas que se utilizan en la profesión. Cuando los Cortez lo encuentran y le piden ayuda, Machete se niega, ya que sigue dolido por una pelea entre él y Gregorio de hace años, aunque en el fondo aún se preocupa por él. Sin embargo, continúa negándose, forzando a los niños a robar algunos gadgets y escabullirse al castillo de Floop.
En el castillo, Floop está preocupado por todas las malas acciones que debe llevar a cabo, cuando lo que realmenre le importa es mantener su show a flote. Sin embargo, Minion tiene planes más grandes. Vemos la Sala de la Imagen, donde el show es filmado, y Gregorio es mutado en un Fooglie. Mientras esto ocurre, Carmen y Juni andan a escondidas en el castillo y comienzan a explorar. Los dos se separan, hasta que Juni se encuentra a Floop en la Sala. Juni y Floop charlan, hasta que el niño termina gritándole por estar obrando mal. Floop le explica que en realidad está asustado, aterrorizado de lo que su jefe pueda hacer con él si no está de acuerdo con sus planes. Juni lo inspira a no darse por vencido y le ayuda a escapar.  Floop libera a Ingrid y es capturado por Flooglies, que lo llevan donde Minion. Juni, entonces, utiliza su sorprendente capacidad para imitar voces, atrayendo a Minion a la habitación de transformación. Allí, Gregorio lo ata y Floop pega varias cabezas deformes al rostro de la figura de cera de Minion. Gregorio le pone el botón a Minion en las manos y este, si es que quiere escapar, debe soltarlo y transformarse.
Floop se da cuenta de que el Tercer Cerebro ya ha sido copiado y puesto en cada mini espía, por lo que corre para tratar de revertir el proceso antes de que puedan salir del castillo. El equipo Cortez entra a la habitación principal y se prepara para luchar contra Lisp, Gradenko (con el cabello quemado desde el último encuentro con Juni y Carmen), e incluso Minion, que ahora tiene cuatro cabezas y tres manos en cada brazo. Minion activa a sus robots, y la familia se prepara para luchar, incluso Machete, que aparece en el último minuto para apoyarlos. Floop, armándose de valor y recordando las palabras de Juni, se da cuenta de que los mini espías están programados para hacer el mal... pero es posible cambiar su comprensión de lo correcto y lo incorrecto. De esa manera, logran revertir la maldad de los robots, que atacan a los villanos.  
Después, toda la familia regresa a casa.
Floop utiliza los robots de Carmen y Juni en su espectáculo, que han demostrado ser justo lo que necesitaba desde el principio y el jefe de la OSS, Devlin (George Clooney), les asigna a Carmen y Juni a otra misión.

## Personajes
- Alexa Vega como Carmen Elizabeth Juanita de Costabrava Cortez.
- Daryl Sabara como Juni Cohete Rebelde Cortez.
- Antonio Banderas como Gregorio Cortez.
- Carla Gugino como Ingrid Cortez.
- Danny Trejo como Isador "Izzy" Cortez (Machete).
- Alan Cumming como Fegan Floop.
- Cheech Marin como Felix Gumm.
- Tony Shalhoub como Alexander Minion.
- George Clooney como Devlin.
- Channing Tatum como Hombre Pulgar.
- Robert Patrick como Mr. Lisp
- Teri Hatcher como Ms. Gradenko

## Producción
La primera producción de Robert Rodríguez orientada a público familiar fue el cortometraje Bedhead (1991); desde el estreno de El Mariachi (1992) un año después, deseaba hacer el mismo tipo de largometrajes familiares que experimentó en su infancia. Como cineasta quería un producto que diera la sensación de estar escrito, dirigido y producido por un niño. De hecho su plan inicial para ese tipo de película era que los niños no supieran inicialmente que sus padres eran espías hasta que tuvieran que salvar a sus padres capturados, y que la historia contara con un antagonista con la vibra de energía juvenil como la de Willy Wonka. Rodríguez hizo notar que su propuesta narrativa era que el hombre que parece ser el malo principal al principio se convierte en protagonista y su compañero cómico se convierte en el villano principal. Diseños como el de los Hombres Pulgares eran dibujos que Rodríguez hizo de adolescente.
Tony Shalhoub se unió al proyecto debido al aprecio que tiene al trabajo de Robert Rodríguez, sumado a que además es padre de dos hijos por lo que quería actuar en una película infantil. Tras leer el guion, conoció a Rodríguez y a su esposa Elizabeth Avellán, y le mostraron dibujos conceptuales de diseños y animaciones para que el actor se hiciera una idea del estilo de la película. Al actuar, la experiencia de Shalhoub de leer libros y jugar con sus hijos le permitió ver los escenarios infantiles de Rodríguez desde la perspectiva de sus hijos.
Las cabezas distorsionadas que crecen de Alexander Minion cuando muta por las máquinas fueron moldeadas con gel por Rodríguez y, según Shalhoub, estás eran muy ligeras.
La mayor parte de los 48 días de rodaje de Spy Kids tuvo lugar en Austin, Texas, aunque algunas tomas exteriores se realizaron en Sudamérica, específicamente en Santiago, Reñaca, camino a Viña del Mar y el desierto de Atacama en norte de Chile.

## Banda sonora
La banda sonora de la película está escrita por John Debney y Danny Elfman, con variadas contribuciones, incluyendo el director Robert Rodríguez y Marcel Rodríguez. Entre las contribuciones de Elfman está Floop's Song (Cruel World), que fue realizada por Alan Cumming.
Los Lobos cubre la canción de Tito Puente, Oye Como Va (adaptada como Oye Como Spy por David Garza y Robert Rodríguez). La canción fue nominada como «Excelente canción en un Motion Picture Soundtrack» en los ALMA Awards de 2002. El tema final, Spy Kids (salvar el mundo), es realizado por la banda de indie pop Los Ángeles, Fonda. La puntuación ganó un premio en la película de ASCAP y premios de la música de la televisión.